# Luna 20
Luna 20 fue la segunda de tres exitosas misiones de retorno de muestras lunares soviéticas. Fue llevada a cabo como parte del programa Luna como un competidor robótico a las seis exitosas misiones de retorno de muestras lunares del programa Apolo.
Luna 20 se colocó en una órbita terrestre intermedia de estacionamiento y desde esta órbita se envió hacia la Luna. Esta fue la octava nave espacial soviética lanzada con la intención de devolver el suelo lunar a la Tierra. Evidentemente, fue enviada para completar la misión que Luna 18 no había logrado. Después de un vuelo de 4,5 días a la Luna, que incluyó una única corrección a mitad de camino el 15 de febrero, Luna 20 entró en órbita alrededor de la Luna el 18 de febrero de 1972. Los parámetros orbitales iniciales eran 100 x 100 kilómetros con una inclinación de 65°. Tres días después, a las 19:13 UT, la nave espacial encendió su motor principal durante 267 segundos para comenzar el descenso a la superficie lunar. Un segundo disparo redujo aún más la velocidad antes de que Luna 20 aterrizara de forma segura en la Luna a las 19:19 UT del 21 de febrero de 1972 en las coordenadas 3.7863 Norte y 56.6242 Este, a solo 1,8 kilómetros del lugar del accidente de Luna 18. Aterrizó suavemente en la Luna en un área montañosa conocida como Terra Apollonius (o tierras altas de Apollonius) cerca de Mare Fecunditatis (Mar de la Fertilidad), a 120 km de donde Luna 16 había aterrizado. Mientras estaba en la superficie lunar, se operó el sistema de televisión panorámica. Las muestras lunares se obtuvieron por medio de un aparato de perforación extensible. 
Después de recolectar una pequeña muestra de suelo lunar, la etapa de ascenso de la nave espacial despegó a las 22:58 UT del 22 de febrero, con 1,9 onzas (55 gramos) de muestras lunares recolectadas en una cápsula sellada, y aceleró rápidamente a 2,7 kilómetros por segundo de velocidad, suficiente para regresar a la Tierra. La pequeña cápsula esférica finalmente cayó en paracaídas de manera segura en una isla en el río Karkingir, en la Unión Soviética, a 40 kilómetros al norte de la ciudad de Jezkazgan en Kazajistán, a las 19:19 UT del 25 de febrero de 1972. Las muestras lunares se recuperaron al día siguiente.
La muestra de suelo de 55 gramos difería de la recolectada por Luna 16 en que la mayoría (50 a 60 %) de las partículas de roca en la muestra más nueva eran anortosita de las antiguas tierras altas lunares (que consiste principalmente en feldespato) en lugar del basalto de la anterior. uno (que contenía alrededor de 1 a 2% de anortosita). La misión estadounidense Apolo 16 devolvió material similar de las tierras altas dos meses después.
Al igual que el suelo que recolectó Luna 16, las muestras de la colección Luna 20 se compartieron con científicos estadounidenses y franceses. Se envió a Gran Bretaña una muestra de 0,4983 g de material de una profundidad de 27 y 32 cm.
En marzo de 2010, la NASA informó que su satélite Lunar Reconnaissance Orbiter había detectado a Luna 20 en la superficie lunar.